# Старопарголовский жилмассив
Старопа́рголовский жилмасси́в (используются также названия: Старопа́рголовский кварта́л, Городок, немецкие коттеджи) — жилой комплекс из 12-ти зданий в 2—3 этажа в Выборгском районе Санкт-Петербурга. Расположен между Проспектом Тореза, Лиственной улицей, улицей Жака Дюкло и улицей Витковского. Входит в состав 28-го округа муниципального образования Санкт-Петербурга № 13 «Светлановское».

## История

### Год постройки
- Дом № 71 корпус 2: архитекторы В. Ф. Белов и В. А. Каменский; год постройки 1950.
- Дом № 71 корпус 3: архитектор А. К. Барутчев; год постройки 1955.
- Дом № 73 корпус 1: архитекторы В. Ф. Белов и В. А. Каменский; год постройки 1950.
- Дом № 73 корпус 2: архитекторы В. Ф. Белов и В. А. Каменский; год постройки 1950.
- Дом № 73 корпус 3: архитектор ?; год постройки 1954.
- Дом № 75 корпус 1: архитектор ?; год постройки 1950.
- Дом № 75 корпус 2: архитектор А. К. Барутчев; год постройки 1954.
- Дом № 77 корпус 1: архитектор ?; год постройки 1950
- Дом № 77 корпус 2: архитектор ?; год постройки 1950
- Дом № 77 корпус 3: архитектор ?; год постройки 1954.
- Дом № 79 корпус 1: архитекторы В. Ф. Белов и В. А. Каменский; год постройки 1950.
- Дом № 79 корпус 2: архитектор ?; год постройки 1950[3][4][5].

### Расселение
В 2005 году был заключён инвестиционный договор с компанией «Яспис» на расселение домов жилмассива с последующим строительством на их месте многоэтажного жилого комплекса. В ноябре 2008 года этот договор был расторгнут в связи с несостоятельностью застройщика.
Летом 2015 года стало известно о плане крупной строительной компании возвести на территории жилмассива многоэтажный дом. Этот план имеет как сторонников, так и противников.

## Транспорт
В шаговой доступности находятся автобусные и троллейбусные остановки, станции метро «Удельная» и «Озерки», железнодорожная платформа «Удельная».

## Достопримечательности
- Городской парк «Сосновка».
- Мототрек (дом № 71-А).
- Церковь христиан адвентистов седьмого дня, Центральная община (дом № 85).
- Велотрек (дом № 114; снесён в октябре 2007 года).